# البرتغالية الماكاوية
البرتغالية الماكاوية (بالبرتغالية:  português macaense‏) هي لهجة برتغالية منطوقة في ماكاو، حيث البرتغالية لغة رسمية إلى جانب الكانتونية. يتحدث قرابة 2.3% من سكان ماكاو بهذه اللهجة (قُدِّروا بستة آلاف ومائتي إنسان سنة 2014). جديرٌ بالذكر أن اللغة الماكاوية (أو باتوا "patuá") تختلف عن اللهجة المذكورة، فالماكاوية لغة كريول برتغالية متميزة تطورت في ماكاو أثناء الحكم البرتغالي.